# هنتر هانكوك
هنتر هانكوك (بالإنجليزية: Hunter Hancock)‏ هو دي جيه أمريكي، ولد في 1916، وتوفي في 4 أغسطس 2004.

## وصلات خارجية
- هنتر هانكوك على موقع الموسوعة البريطانية (الإنجليزية)